# Vietnamská literatura
Vietnamská literatura označuje veškerou literaturu vzniklou na území dnešního Vietnamu, respektive na území říší, jež mu dějinně předcházely. Jako literární jazyk byla využívána klasická čínština a později také samotná vietnamština, která čínštinu ve 20. století zcela nahradila a má dnes v literatuře Vietnamu výsadní postavení.

## Nejstarší literární památky v čínštině
Severní část Vietnamu, odkud etničtí Vietové teprve později expandovali na jih, zažila zhruba tisíciletou čínskou nadvládu (mezi obvykle uváděnými daty 111 př. n. l. a 939 n. l.). Tato skutečnost mnohostranně ovlivnila i povahu vietnamské kultury v dalších staletích. Klasická čínština se užívala ve Vietnamu coby literární jazyk dokonce až do počátku 20. století. Čínská filosofie a literatura ovlivnily styl i žánry vietnamské literatury především v jejích počátcích. Podobně silný vliv zaznamenaly myšlenkové proudy konfucianismus a buddhismus, rovněž převzaté z Číny ještě v době čínského područí. Za vlády dynastie Ly (1010-1225) byl po čínském vzoru povýšen kult Konfucia na oficiální a v hlavním městě byl postaven Chrám literatury (1070). Záhy poté (1076) vznikla Královská akademie a byly zavedeny úřednické zkoušky jako v Číně - jimi následně procházela značná část vzdělanců a literátů. Paralelně vznikala i literatura buddhistická, rovněž psaná v čínštině. Právě básně buddhistických mnichů (jako Van Hanh, v. Vạn Hạnh; Vien Chieu, v. Viên Chiếu) z přelomu 10. a 11. století představují nejstarší dochované literární texty. Také mezi konfuciánskými vzdělanci se objevili schopní literáti – z nejznámějších učenců před 15. stoletím stojí za zmínku alespoň velký učenec Chu Van An (v. Chu Văn An, ? – 1370) nebo historikové Le Van Huu (v. Lê Văn Hưu, 1230-1275) a Ly Te Xuyen (v. Lý Tế Xuyên, 14. stol.).

## Vietnamština jako další literární jazyk
Vietnamština zřejmě dlouho zůstávala pouze hovorovým jazykem. Nejpozději od 13. století se však začal používat i její zápis ve znakovém písmu, odvozeném ze znaků čínských – tzv. jižní znaky (v. chữ Nôm). Velkým propagátorem jižních znaků byl na přelomu 15. a 16. století král Ho Quy Ly (v. Hồ Quý Ly), a to už před tím, než fakticky usedl na trůn (formálně vládl v l. 1400-1401). Na literárním významu začalo toto písmo nabývat ve století patnáctém, zásluhu na tom měl především učenec a humanista Nguyen Trai (v. Nguyễn Trãi, 1380-1442), proslulý také jaké vynikající válečný stratég, jenž významně přispěl k odchodu čínských okupantů ze země: mingská vojska ovládala zemi jen v letech 1414-1427, avšak mj. zničila obrovské množství starších vietnamských literárních památek. Nguyen Trai napsal množství básnických i prozaických textů ve vietnamštině i čínštině.
Značná část důležitých literárních děl vznikala i nadále v čínštině, neboť tento jazyk měl tradičně velkou prestiž. Čínsky psal například Nguyen Binh Khiem (v. Nguyễn Bỉnh Khiêm, 1491-1585), autor poesie a textů věštecké povahy, či Le Quy Don (v. Lê Quý Đôn, 1726-1783) historik, filosof a encyklopedista.
Vietnamština zapisovaná v jižních znacích se dočkala rozkvětu zejména na přelomu 18. a 19. století, kdy vznikla řada dnes již klasických děl vietnamské literatury, především v žánru tzv. truyen (v. truyện), románů ve verších. Ty byly psány v básnické formě luc-bat (v. lục bát, v níž tradičně vznikala i vietnamská lidová poesie. Teprve v této době lze tedy hovořit o osobitém přínosu vietnamské literatury. Nejslavnějším dílem vietnamského písemnictví se stal právě jeden z veršovaných románů, Kieu (v. Kiều, zvaný též Kim Vân Kiều), dílo, z nějž i někteří dnešní Vietnamci znají celé pasáže nazpaměť. Epos Kieu byl přeložen do mnoha jazyků, včetně češtiny, a jeho autor Nguyen Zu (v. Nguyễn Du, 1765-1820) je dosud ve Vietnamu považován za nedostižný vzor.
Další klasický román ve verších, nazvaný Luc Van Tien (v. Lục Vân Tiên), napsal konfuciánský učenec Nguyen Dinh Chieu (v. Nguyễn Đình Chiểu, 1822-1888). Řada z těchto nesmírně oblíbených eposů však zůstala anonymní (Příběh o Thach Sanhovi, Příběh Phanů a Tranů aj.). Kromě epické poesie vzniklo na přelomu 18. a 19. století také nemálo děl lyrických, rovněž psaných v jižních znacích, tedy ve vietnamštině. Mezi nimi vynikly dvě básnířky: Doan Thi Diem (v. Đoàn Thị Điểm, 1705-1748) originálně přebásnila Nářek bojovníkovy ženy podle původní čínské předlohy, Ho Xuan Huong (v. Hồ Xuân Hương, konec 18.- zač. 19. stol.) pak svou poesií plnou intelektuální hravosti a erotických narážek vyniká jako ojedinělý úkaz nejen ve vietnamské, ale i světové literatuře.